# GJ 3341 b
GJ 3341 b — экзопланета у звезды GJ 3341 в созвездии Голубя. Планета удалена от Земли на расстоянии 75,6 световых лет (23,2 парсек).
Родительская звезда является красным карликом спектрального класса M2,5V.
Планета GJ 3341 b имеет массу 6,6 массы Земли, является примером горячего нептуна. Она находится очень близко к звезде, на расстоянии 0,089 а.е. Эксцентриситет орбиты равен 0,31. Планета была открыта в 2014 году методом Доплера. Орбитальный период планеты составляет 14,2 земных суток.